# Cermei
Cermei – wieś w Rumunii, w okręgu Arad, w gminie Cermei. W 2011 roku liczyła 1690 mieszkańców. 